# Doğan (Buldan)
Doğan ist ein Dorf im Landkreis Buldan der türkischen Provinz Denizli. Doğan liegt etwa 43 km nordwestlich der Provinzhauptstadt Denizli und 6 km östlich von Buldan. Doğan hatte laut der letzten Volkszählung 347 Einwohner (Stand Ende Dezember 2010).